# Sychesia erythrinovertex
Sychesia erythrinovertex là một loài bướm đêm thuộc phân họ Arctiinae, họ Erebidae.